# Leptagrostis schimperiana
Leptagrostis schimperiana là một loài thực vật có hoa trong họ Hòa thảo. Loài này được (Hochst.) C.E.Hubb. mô tả khoa học đầu tiên năm 1937.